# Episodi di Untraditional (prima stagione)
La prima stagione della serie televisiva Untraditional ha debuttato il 3 novembre 2016 in Italia, sul canale NOVE. La stagione è composta da 9 episodi e va in onda in prima visione il mercoledì alle ore 21:15.
| n° | Titolo Originale           | Prima TV Italia  |
| -- | -------------------------- | ---------------- |
| 1  | Come un fiume senza pesci  | 9 novembre 2016  |
| 2  | Il Keith Richards italiano | 9 novembre 2016  |
| 3  | The voice                  | 16 novembre 2016 |
| 4  | Pinocchio rock             | 16 novembre 2016 |
| 5  | Lo sguardo di Silvano      | 23 novembre 2016 |
| 6  | Ultimo tango vegano        | 30 novembre 2016 |
| 7  | I rigori nell'armadio      | 7 dicembre 2016  |
| 8  | Un ricco spuntino          | 14 dicembre 2016 |
| 9  | New York New York          | 14 dicembre 2016 |

## Come un fiume senza pesci
- Diretto da: Gianluca Leuzzi
- Scritto da: Fabio Volo
- Guest Star: Selvaggia Lucarelli, Stefania Rocca, Giuliano Sangiorgi, Francesca Senette, Quentin Tarantino, Tony Dallara
- Ascolti Italia: telespettatori 337.000 - share 1,3 %[1]

## Il Keith Richards italiano
- Diretto da: Gianluca Leuzzi
- Scritto da: Fabio Volo
- Guest Star: Massimo Boldi, Vasco Rossi, Paola Iezzi, Luca e Paolo
- Ascolti Italia: telespettatori 313.000 - share 1,3%[1]

## The voice
- Diretto da: Gianluca Leuzzi
- Scritto da: Fabio Volo
- Guest Star: Emma Marrone, Melita Toniolo, Roberto Vecchioni, Giuliano Sangiorgi
- Ascolti Italia: telespettatori 307.000 - share 1,1%[2]

## Pinocchio rock
- Diretto da: Gianluca Leuzzi
- Scritto da: Fabio Volo
- Guest Star: Enrico Bertolino, Giulia Provvedi, Silvia Provvedi, Ketty Roselli, Max Pezzali, Martina Colombari.
- Ascolti Italia: telespettatori 273.000 - share 1,2%[2]

## Lo sguardo di Silvano
- Diretto da: Gianluca Leuzzi
- Scritto da: Fabio Volo
- Guest Star: Paola Iezzi, Erika Blanc, Nino Frassica, Francesco Renga, Fabio Fazio, Laura Rampini, Riccardo Garifo.
- Ascolti Italia: telespettatori 322.000 - share 1,2%[3]

## Ultimo tango vegano
- Diretto da: Gianluca Leuzzi
- Scritto da: Fabio Volo
- Guest Star: Valentina Lodovini, Silvio Muccino, Paola Iezzi
- Ascolti Italia: telespettatori 205.000 - share 0,7%[4]

## I rigori nell'armadio
- Diretto da: Gianluca Leuzzi
- Scritto da: Fabio Volo
- Guest Star: Nek, Federica Fontana, Pif, Maria De Filippi, Fabio Caressa, Benedetta Parodi, Matilde Gioli, Cristina Parodi, Alfonso Signorini
- Ascolti Italia: telespettatori 174.000 - share 0,7%[5]

## Un ricco spuntino
- Diretto da: Gianluca Leuzzi
- Scritto da: Fabio Volo
- Guest Star: Melita Toniolo, Joe Bastianich, Massimo Boldi, Carlo Freccero, Enrico Ruggieri, Marco Mazzocchi, Giuliano Sangiorgi, Claudio Bisio, Gianluca Vialli, Adriano Galliani, Paola Iezzi, Gianni Morandi
- Ascolti Italia: telespettatori 172.000 - share 0,6%[6]

## New York New York
- Diretto da: Gianluca Leuzzi
- Scritto da: Fabio Volo
- Guest Star: Max Giusti, Paola Iezzi
- Ascolti Italia: telespettatori 118.000 - share 0,5%[6]